# Cheyenne, Wyoming
Cheyenne là thành phố thủ phủ tiểu bang Wyoming, Hoa Kỳ. Thành phố là quận lỵ quận Laramie 6. Dân số năm 2010 là 57.618 người. Cheyenne là điểm cuối của Front Range Urban Corridor.